# Xynexecha
Xynexecha is een monotypisch mosdiertjesgeslacht uit de familie van de Exechonellidae en de orde Cheilostomatida. De wetenschappelijke naam ervan is in 1997 voor het eerst geldig gepubliceerd door Gordon & d'Hondt.

## Soort
- Xynexecha pulchra Gordon & d'Hondt, 1997